# 拜赖特
拜赖特，是匈牙利包尔绍德-奥包乌伊-曾普伦州所辖的一个村。总面积6.82平方公里，总人口286，人口密度41.9人/平方公里（2011年1月1日）。